# Abel Pavet de Courteille
Abel Jean Baptiste Marie Michel Pavet de Courteille, född den 23 juni 1821 i Paris, död där den 12 december 1889, var en fransk orientalist. 
Pavet de Courteille var först elev vid École des langues orientales i Paris, vid vilket institut han blev docent 1854 och 1861 professor i turkiska. Han var en framstående kännare av islams tre huvudspråk, arabiska, persiska och turkiska. Hans huvudstudium gällde de östturkiska dialekterna, särskilt uzbekiska och uiguriska.
Pavet de Courteille utgav: Dictionnaire Turcoriental (1870), en fransk översättning av Baburs Mémoires (2 band, 1871), Miradj-Nâmeh, récit de l’ascension de Mahomet au ciel, uigurisk text med arabiska bokstäver och fransk översättning (1882), Tezkéreh-i-evliyâ, uigurisk text med fransk översättning efter en med miniatyrer utstyrd handskrift, vilka är återgivna i fotografi (1890), vidare État present de l’Empire Ottoman (1876) och tillsammans med Barbier de Meynard den arabiska texten med fransk översättning av Masudis Murudj-ed-dahab, Les prairies d’or (8 band, 1861—74).